# علم جزيرة كريسماس
أعتمد علم جزيرة عيد الميلاد في 26 كانون الثاني - يناير من عام 2002.

## التصميم
يتكون علم جزيرة الكريسماس من مثلثين علوي أخضر، يمثل الأرض، به طائر البوزن الذهبي (Phaethon lepturus fulvus) ومثلث أزرق سفلي يمثل البحر به كوكبة الصليب الجنوبي. وفي وسط العلم يوجد قرص ذهبي به خريطة الجزيرة باللون الأخضر. ويرمز إلى التعدين.

## التاريخ
أعلنت جمعية جزيرة الكريسماس في عام 1986 عن مسابقة لتصميم علم وشعار للإقليم. كانت هناك جائزة بقيمة 100 دولار وقدمت حوالي 69 مشاركة. فاز في المسابقة تصميم توني كوتش وهو مقيم في سيدني ولكنه عمل سابقًا في جزيرة الكريسماس. اعتمدته جمعية جزيرة الكريسماس العلم الجديد في 14 أبريل 1986.
حدثت المحاولة الأولى لجعل اعتماد العلم رسمي في عام 1995 عندما رأى وزير الجزر في ذلك الوقت أن التنفيذ يمكن أن يتم في يوم أستراليا 1996 من خلال إعلان رسمي من قبل المسؤول بدلاً من تعديل قانون جزيرة الكريسماس لعام 1958. على الرغم من الاتفاق على هذا، فإن الإعلان لم يحدث أبدًا.
في وقت لاحق، أعاد غاري دونت المسؤول في جزيرة كريسماس إحياء القضية في عام 2001 وأعلن العلم رسميًا علم جزيرة كريسماس في يوم أستراليا 2002 (26 يناير)، من قبل مدير الإقليم، بيل تايلور. وقبلت المستشارة مريم كاوي، شاير جزيرة الكريسماس، العلم.